# Ogni nudità sarà proibita
Ogni nudità sarà proibita (Toda Nudez Será Castigada) è un film brasiliano del 1973, diretto da Arnaldo Jabor.
Tratto dall'omonima opera teatrale di Nelson Rodrigues, è stato inserito nell'elenco dei cento migliori film brasiliani di tutti i tempi.
Fu presentato alla 23ª edizione del festival di Berlino, dove vinse l'Orso d'Argento.

## Trama
Un giovane ricco e viziato incontra una prostituta e si confonde sulla natura dei sentimenti provati per lei a causa del proprio padre, vedovo conservatore. Ma anche costui sarà sedotto dal fascino della donna. Il ragazzo rimane poi coinvolto in una rissa e finisce in prigione, dove viene stuprato da un detenuto boliviano. Ma una volta scarcerato, reagirà in maniera inaspettata.